# 2,5-双脱氧-SZ-685C
2,5-双脱氧-SZ-685C（英语：Austrocortilutein）（1,2,3,4-四氢-1,3,8-三羟基-6-甲氧基-3-甲基-9,10-蒽醌）是一种有机化合物，化学式为C16H16O6，其英文名“austrocortirubin”源自于澳大利亚的丝膜菌属（Cortinarius）的毒蕈。它可以用于制备3-脱氧交替酚A。